# GS Group
GS est un conglomérat sud-coréen, un chaebol, créé en 2004, par une scission avec le groupe LG. Il est spécialisé notamment dans la pétrochimie et la distribution.

## Histoire
En août 2021, GS Retail annonce l'acquisition avec plusieurs fonds d'investissement de Yogiyo pour 645 millions de dollars à Delivery Hero.